# Abbaye de Chevetogne
L'abbaye de Chevetogne (que l'on appelle parfois également monastère de l'Union) est un monastère de moines bénédictins de rite latin et byzantin situé à Chevetogne, dans la province de Namur, en Belgique. Fondée à Amay par Dom Lambert Beauduin, la communauté monastique s'est installée dans son prieuré à Chevetogne en 1939 et élevé en abbaye en 1990.
Le monastère présente la particularité de comporter deux églises : une église pour la liturgie de rite romain, dédiée au Christ Saint Sauveur, et l'autre pour les cérémonies en rite byzantin, dédiée à l'Exaltation de la Sainte Croix. Ce monastère unique a été délibérément placé sous le signe de l'œcuménisme par son fondateur, le moine bénédictin belge Lambert Beauduin, même si la communauté est presque uniquement composée de moines catholiques rattachés directement (extra congregationes) à la Confédération bénédictine.
Les moines de cette abbaye sont devenus une référence en matière de chants liturgiques orthodoxes russes et grecs. D'autre part, ils peuvent accueillir pour quelques jours des hôtes qui souhaitent passer un moment de retraite. Enfin, l'abbaye produit et met en vente des objets artisanaux, de l'encens et divers livres religieux, des CD de chant liturgiques.

## Situation géographique
À l'origine, la communauté religieuse s'installe à Amay puis se fixe à Chevetogne en 1939, un village faisant administrativement partie de la ville de Ciney, dans la province de Namur, en Belgique. Précisément, l'abbaye se situe à 11 km au sud du centre-ville de Ciney, à 20 km à l'est de Dinant et à 40 km au sud-est de Namur.

## Histoire

### Origine du monastère
Le corps du monastère était à l'origine un château construit au XIXe siècle par le bourgmestre de Chevetogne, Charles Delvaux de Fenffe. Sa vocation monastique date de 1901 quand les moines bénédictins de l'abbaye Saint-Martin de Ligugé viennent y trouver refuge, après avoir été chassés de France à la suite de la loi du 1er juillet 1901 relative au contrat d'association qui entraîne la dissolution de centaines de congrégations religieuses. Ils acquièrent le bâtiment et occupent les lieux jusqu'en 1923. Le château fut ensuite loué à des particuliers puis il servit de refuge à des jésuites espagnols qui avaient quitté leur pays en raison de la séparation de l'Église et de l'État voulue par la Seconde République espagnole.

### Les bâtiments monastiques

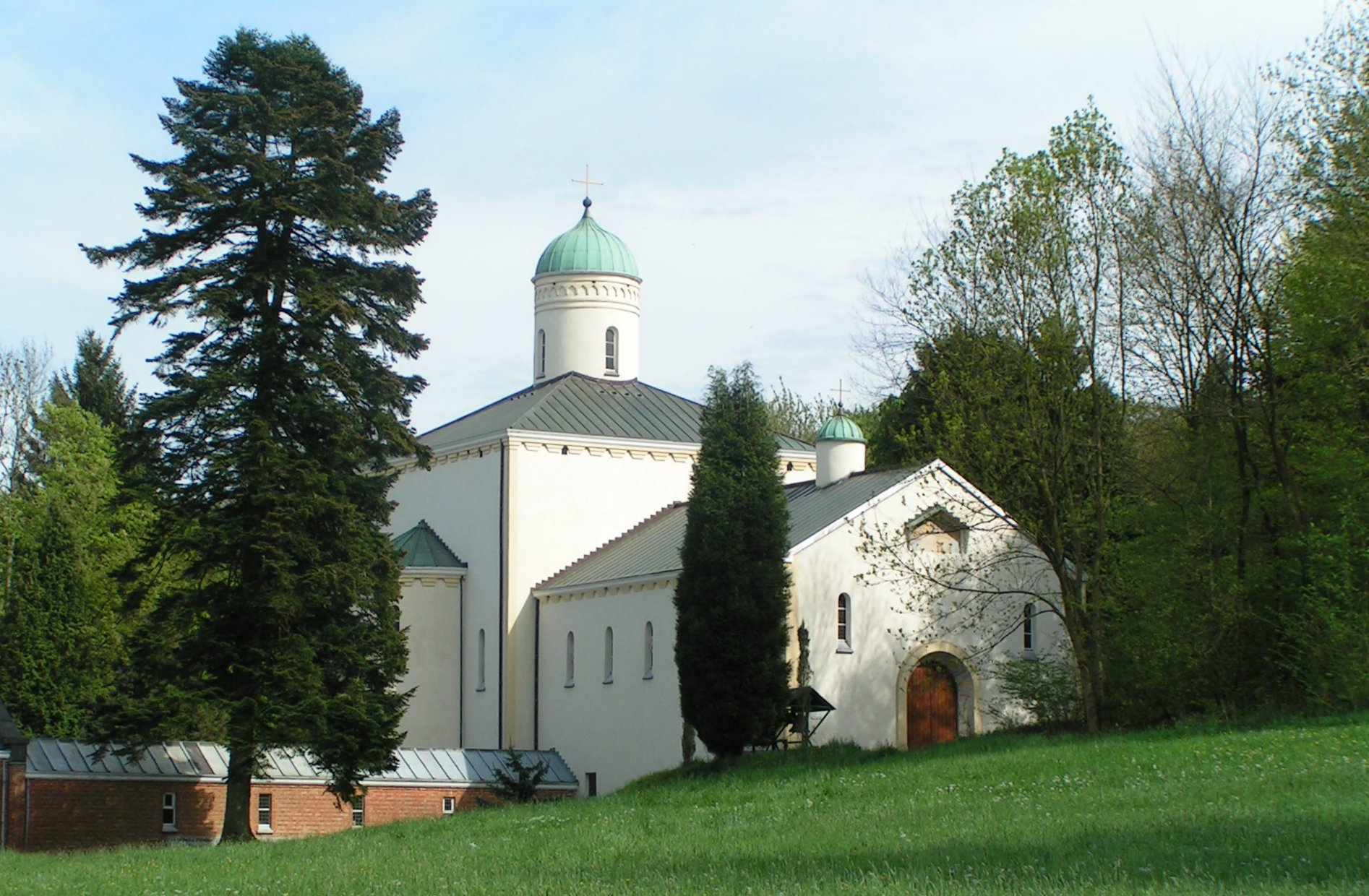
L'église byzantine.
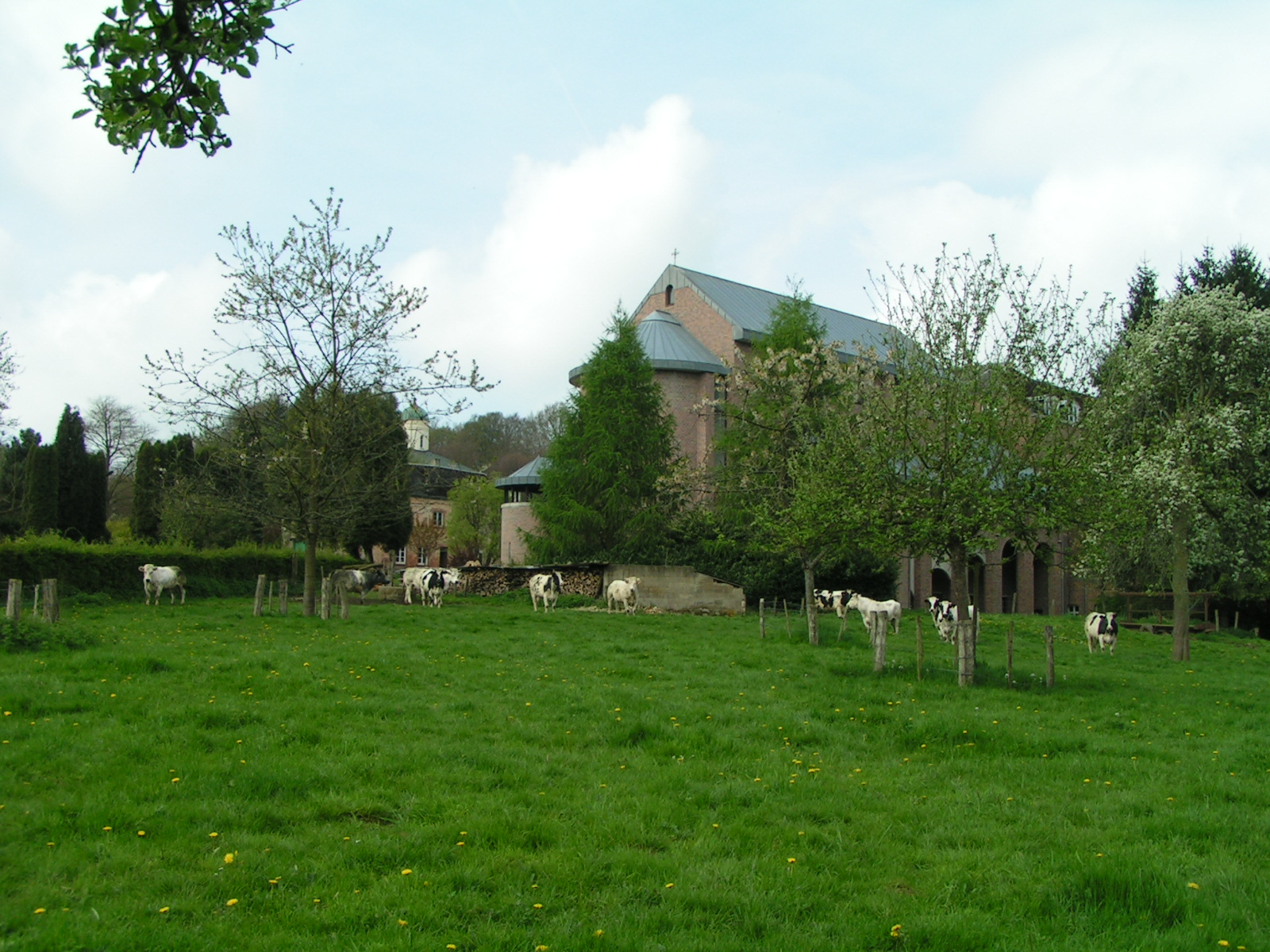
L'église latine.
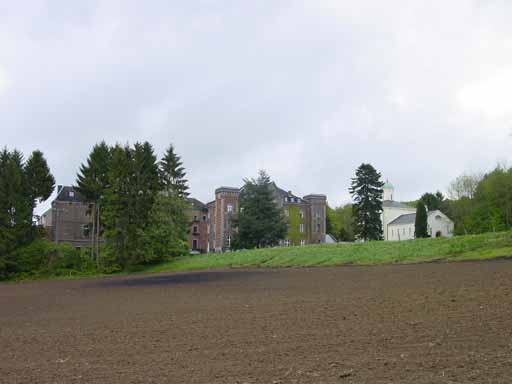
Vue générale.

C’est en juin 1939 que la communauté fondée par Dom Lambert Beauduin à Amay (province de Liège) s’installe à Chevetogne, les bénédictins du prieuré d'Amay désirant disposer de bâtiments plus spacieux. À chaque extrémité des bâtiments, s'élève une église : au sud, l'église byzantine, et au nord, l'église latine :
- L'église byzantine a été édifiée de 1955 à 1957. Elle est construite selon les principes de la tradition byzantine selon laquelle une église veut offrir à travers son architecture et sa décoration intérieure comme un condensé du cosmos[6]. De style Novgorod (XIe siècle)[4], à plan carré et coupole centrale, elle est composée de quatre parties : un exonarthex (ou narthex extérieur), le narthex, dans lequel se tiennent les catéchumènes pendant la liturgie eucharistique, la nef, le lieu des baptisés, et enfin, séparé du reste de l'édifice par l'iconostase, le sanctuaire, où le clergé se dispose autour de l'autel lors des célébrations. La peinture de l'iconostase est due au peintre russe Georges Morozov (1900-1993) et les fresques sont l'œuvre de deux peintres grecs, Rhallis Kopsidis et Georges Chochlidakis, qui se sont inspirés de l'école macédonienne (XIe – XIVe siècle) et de l’école crétoise (XIVe – XVIIe siècle). La décoration du plafond du narthex et des chapiteaux des colonnes est l'œuvre d'un artiste local (Haid-Haversin), Joseph Robert (1912-1982)[6].
- L'église latine a été construite ensuite, entre 1981 et 1988. Elle est construite sur un  plan basilical (narthex, nef et sanctuaire). Sa construction est aussi un symbole d'unité des chrétiens puisque la première pierre, provenant du Mont Sion à Jérusalem, a été posée le 2 novembre 1981 par l'archevêque de Cantorbéry et chef spirituel de la Communion anglicane, Robert Runcie, et le cardinal Godfried Danneels, archevêque de Malines et primat catholique de Belgique. Les architectes de l’église latine sont Eric Itschert et Roland Van Eyck[7]. De plus, l'église est ornée de deux fresques d’inspiration romane dues au moine iconographe russe orthodoxe, l'archimandrite Zénon[8].

Le monastère héberge un centre œcuménique datant de 1965 et sa bibliothèque œcuménique, riche d'environ 150 000 volumes, conservant des icônes et d'autres pièces liturgiques provenant d'Orient et datant, pour la plupart, du IXe au XIe siècle. Elle est ainsi spécialisée dans les domaines de l'Orient chrétien et de l'Œcuménisme. Des fonds particulièrement riches concernent le Mont Athos, l'iconographie et l'histoire de l'Église russe.

### La communauté
En 1909, Dom Lambert Beauduin (1873-1960), alors moine de l'abbaye du Mont César de Louvain, initie le mouvement qui lance le renouveau liturgique en Belgique, notamment à travers la revue Les Questions liturgiques et paroissiales, dont la publication commence en 1910. La rencontre de l'Orient chrétien a rendu Lambert Beauduin conscient de la division des Églises et a inspiré son projet de fonder un monastère dédié à l'unité des chrétiens. En 1924, le pape Pie XI adresse la lettre Equidem Verba à l'abbé primat de l'Ordre bénédictin afin d’attirer son attention sur la question de l'unité ; cette lettre est le déclencheur qui conduit Dom Beauduin à réaliser ce projet. C'est en 1926 qu'est fondé le « prieuré pour l'Unité des Églises » à Amay (diocèse de Liège). Lambert Beauduin en est le premier prieur. C'est de là que paraît la même année le premier numéro de la revue Irénikon qui est toujours éditée par le monastère.
La communauté déménage à Chevetogne en 1939. Mais Dom Beauduin n'en est déjà plus le prieur. En effet, dès 1928 avec la publication par Pie XI de l'encyclique Mortalium Animos particulièrement critique sur le développement de l'œcuménisme, des affrontements se font jour quant à la vocation de la communauté. Alors que Lambert Beauduin veut l'affirmer comme un essai de véritable communion, les autorités épiscopales, dont Mgr d'Herbigny, souhaitent avancer dans un sens plus prosélyte, et constituer un monastère uniate. Cette vision ne correspond pas à celle de Beauduin, réputé pour son caractère bien trempé, ce qui l'amène à être exclu de l’abbaye en 1932. Il commence alors un exil de près de vingt ans pendant lesquels il deviendra le véritable pionnier de la cause œcuménique. Ce n'est qu'en 1951 qu’il réintègre sa communauté, avec le statut d'hôte. Dom Thomas Becquet, un de ses anciens élèves, en est alors le prieur.
La renommée du prieuré s'est cependant fortement développée, grâce à des contacts avec des personnalités des différentes Églises chrétiennes (orthodoxie, anglicanisme, protestantisme), à travers l’accueil des hôtes, la célébration liturgique selon les traditions liturgiques byzantine et latine et, surtout, l'organisation de colloques théologiques depuis 1942. La communauté de Chevetogne fait ainsi figure de pionnier dans l'unité des chrétiens. Elle a contribué à faire évoluer l'attitude de l'Église catholique romaine en faveur de l'œcuménisme (recherche de l’unité entre les Églises par un dialogue sur pied d'égalité), qui deviendra sa doctrine officielle lors du IIe concile œcuménique du Vatican (Concile Vatican II), ouvert par saint Jean XXIII en 1962.
Le 11 décembre 1990, le prieuré de Chevetogne est élevé au rang d'abbaye, en reconnaissance du rôle éminent joué par les moines sur le plan œcuménique. Dom Michel Van Parys (né en 1942), prieur depuis 1971, en devient le premier père abbé. Il occupera cette fonction jusqu'à sa démission le 12 juillet 1997. C'est alors Dom Philippe Vanderheyden qui lui succède. En 2016, il annonce sa démission pour raison d'âge. Dom Lambert Vos assure alors l'intérim en tant que prieur-administrateur. Le 4 août 2019, la trentaine de moines de la communauté l'élit comme nouvel abbé. Depuis 2014 il est également directeur de la revue œcuménique Irenikon, créée par Dom Lambert Beauduin et toujours éditée par les moines de Chevetogne
Un de ses moines, le P. Nicolas Egender, est élu abbé de la Dormition de Jérusalem en 1979.

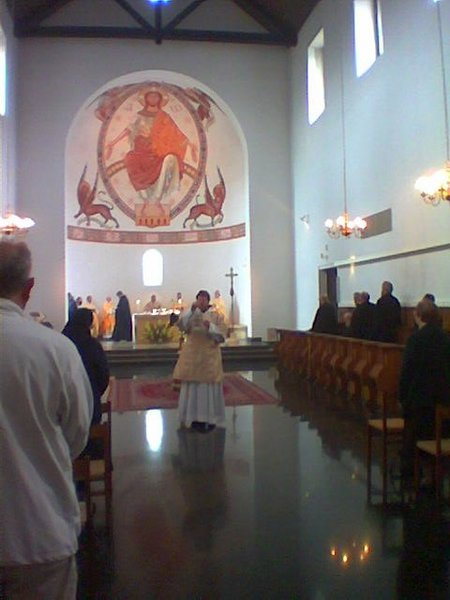
Célébration dans l'église latine.

## L'œcuménisme à Chevetogne

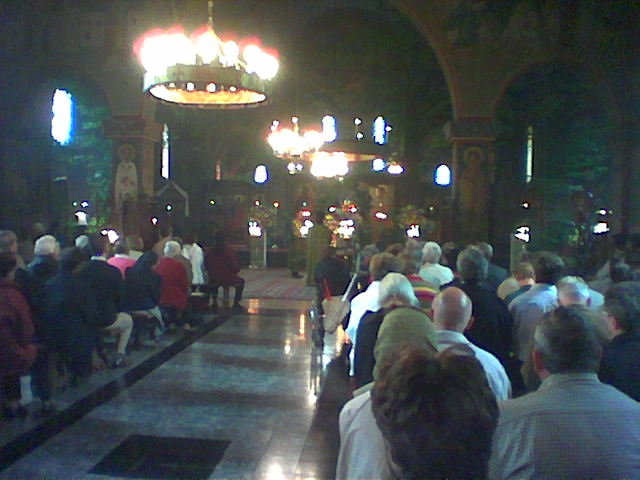
Célébration dans l'église byzantine.

La vocation œcuménique de l'abbaye se traduit au quotidien dans le déroulement des célébrations. Les moines se répartissent en deux groupes liturgiques, l'un célébrant selon la tradition de l'Occident, l'autre selon la tradition de l'Orient byzantin. La spécificité du projet monastique de Chevetogne tient à ce que les deux rites ont été adoptés en vue de la réconciliation de l'Orient et de l'Occident chrétiens, par delà les ruptures confessionnelles, pour donner corps ainsi à la primauté de la prière. L'office byzantin est célébré en slavon (parfois en grec). L'office romain est célébré en français, avec quelques pièces en latin.
La communauté a, bien évidemment, des relations soutenues avec les églises anciennes orientales. Elle a aussi développé des liens très forts avec les autres églises chrétiennes : la Communion anglicane et les églises issues de la Réforme.

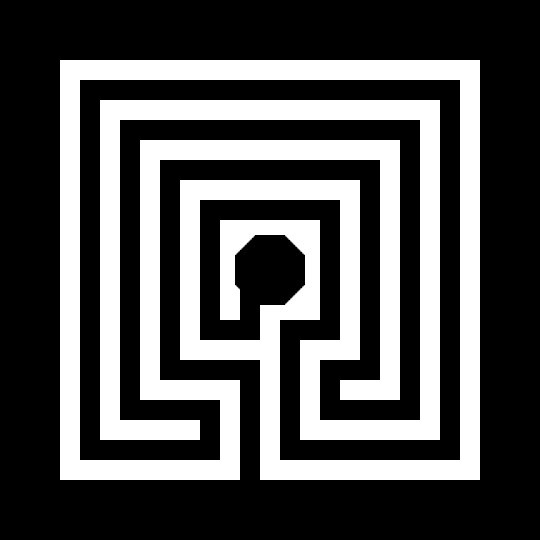
Plan du labyrinthe de l'église latine

## Activités et productions

### Musique
Dès la fondation de la communauté, les chants liturgiques de l'orthodoxie russe ont été en usage pour la célébration de l'office byzantin. Les moines de l'abbaye sont rapidement devenus une référence musicale en la matière et de nombreux enregistrements ont été réalisés depuis les années 1960, tout d'abord sous la direction de Dom Grégoire Bainbridge puis sous celle de Dom Philippe Bär. À partir de 1984 le monastère de Chevetogne a commencé à produire une série de CD sous son propre label en collaboration avec les studios Art et Musique à Angers, spécialisés dans l'édition de musique sacrée. L'ensemble est alors dirigé par le Père Maxime Gimenez, puis par le Père Thomas Pott.

### Accueil d'hôtes
Les moines du monastère de Chevetogne accueillent pour quelques jours des hôtes qui souhaitent passer chez eux un moment de retraite en lien avec la spiritualité du monastère. Trois maisons sont réservées à l'accueil des hôtes. Une hôtellerie réservée aux hôtes masculins est située à l'intérieur du monastère. Une deuxième hôtellerie, destinée aux dames et aux familles, est la maison de Béthanie. Une troisième maison, Emmaüs, permet l’accueil de groupes plus ou moins autonomes.

### Productions artisanales
L'abbaye produit également divers objets artisanaux, souvent liés aux traditions orthodoxes russes. Ils produisent ainsi des objets en cuivre ou bien en bronze émaillé, de nombreuses reproductions d'icônes et divers objets de culte. À l'origine destinée uniquement à la liturgie du monastère, une petite production d'encens est également en vente, avec diverses senteurs disponibles.

### Éditions
Divers livres religieux sont en vente aux éditions de Chevetogne. La collection Diaconie Apostolique, fondée par le Père Denis Guillaume, regroupe de nombreuses traductions en français des offices de rite byzantin.